# 오리건 공과대학교
오리건 공과대학교(Oregon Institute of Technology, 오리건 테크/Oregon Tech)는 미국 오리건주에 위치한 공립 공과대학교이다. 상주 캠퍼스는 오리건주 윌손빌의 도시 캠퍼스인 클래머스 폴스에 위치해 있으며, 추가 캠퍼스는 세일럼과 시애틀에 위치해 있다. 오리건 공과대학교는 공학, 보건기술, 경영, 커뮤니케이션, 심리학, 응용과학 등 총 37개 전공과 더불어 32개의 학위 프로그램을 제공한다.